# Pont-Melvez
Pont-Melvez (bretonisch gleicher Name) ist eine französische Gemeinde mit 600 Einwohnern (Stand: 1. Januar 2022) im Département Côtes-d’Armor in der Region Bretagne. Sie gehört zum Arrondissement Guingamp und zum Kanton Callac. Die Einwohner werden Pont Melvéziens/Pont Melvéziennes genannt.

## Geographie
Pont-Melvez liegt etwa 40 Kilometer westlich von Saint-Brieuc. An der östlichen Gemeindegrenze verläuft das Flüsschen Bois de la Roche, im Süden und Westen der Léguer.

## Bevölkerungsentwicklung
| Pont-Melvez: Einwohnerzahlen von 1793 bis 2016                                                                             | Pont-Melvez: Einwohnerzahlen von 1793 bis 2016 | Pont-Melvez: Einwohnerzahlen von 1793 bis 2016 | Pont-Melvez: Einwohnerzahlen von 1793 bis 2016 | Pont-Melvez: Einwohnerzahlen von 1793 bis 2016 |
| --- | ---------------------------------------------- | ---------------------------------------------- | ---------------------------------------------- | ---------------------------------------------- |
| Jahr |                                                |                                                |                                                | Einwohner                                      |
| 1793 | 1793                                           |                                                | 982                                            | 982                                            |
| 1800 | 1800                                           |                                                | 1.121                                          | 1.121                                          |
| 1806 | 1806                                           |                                                | 1.088                                          | 1.088                                          |
| 1821 | 1821                                           |                                                | 1.132                                          | 1.132                                          |
| 1831 | 1831                                           |                                                | 1.279                                          | 1.279                                          |
| 1836 | 1836                                           |                                                | 1.324                                          | 1.324                                          |
| 1841 | 1841                                           |                                                | 1.416                                          | 1.416                                          |
| 1846 | 1846                                           |                                                | 1.439                                          | 1.439                                          |
| 1851 | 1851                                           |                                                | 1.523                                          | 1.523                                          |
| 1856 | 1856                                           |                                                | 1.488                                          | 1.488                                          |
| 1861 | 1861                                           |                                                | 1.503                                          | 1.503                                          |
| 1866 | 1866                                           |                                                | 1.509                                          | 1.509                                          |
| 1872 | 1872                                           |                                                | 1.577                                          | 1.577                                          |
| 1876 | 1876                                           |                                                | 1.701                                          | 1.701                                          |
| 1881 | 1881                                           |                                                | 1.729                                          | 1.729                                          |
| 1886 | 1886                                           |                                                | 1.788                                          | 1.788                                          |
| 1891 | 1891                                           |                                                | 1.721                                          | 1.721                                          |
| 1896 | 1896                                           |                                                | 1.749                                          | 1.749                                          |
| 1901 | 1901                                           |                                                | 1.766                                          | 1.766                                          |
| 1906 | 1906                                           |                                                | 1.808                                          | 1.808                                          |
| 1911 | 1911                                           |                                                | 1.798                                          | 1.798                                          |
| 1921 | 1921                                           |                                                | 1.686                                          | 1.686                                          |
| 1926 | 1926                                           |                                                | 1.643                                          | 1.643                                          |
| 1931 | 1931                                           |                                                | 1.571                                          | 1.571                                          |
| 1936 | 1936                                           |                                                | 1.468                                          | 1.468                                          |
| 1946 | 1946                                           |                                                | 1.275                                          | 1.275                                          |
| 1954 | 1954                                           |                                                | 1.139                                          | 1.139                                          |
| 1962 | 1962                                           |                                                | 1.084                                          | 1.084                                          |
| 1968 | 1968                                           |                                                | 948                                            | 948                                            |
| 1975 | 1975                                           |                                                | 754                                            | 754                                            |
| 1982 | 1982                                           |                                                | 666                                            | 666                                            |
| 1990 | 1990                                           |                                                | 636                                            | 636                                            |
| 1999 | 1999                                           |                                                | 631                                            | 631                                            |
| 2006 | 2006                                           |                                                | 653                                            | 653                                            |
| 2011 | 2011                                           |                                                | 683                                            | 683                                            |
| 2016 | 2016                                           |                                                | 609                                            | 609                                            |
| Quelle(n): EHESS/Cassini bis 1999, INSEE ab 2006 Anmerkung(en): Ab 1962 offizielle Zahlen ohne Einwohner mit Zweitwohnsitz |                                                |                                                |                                                |                                                |

## Sehenswürdigkeiten
Siehe: Liste der Monuments historiques in Pont-Melvez

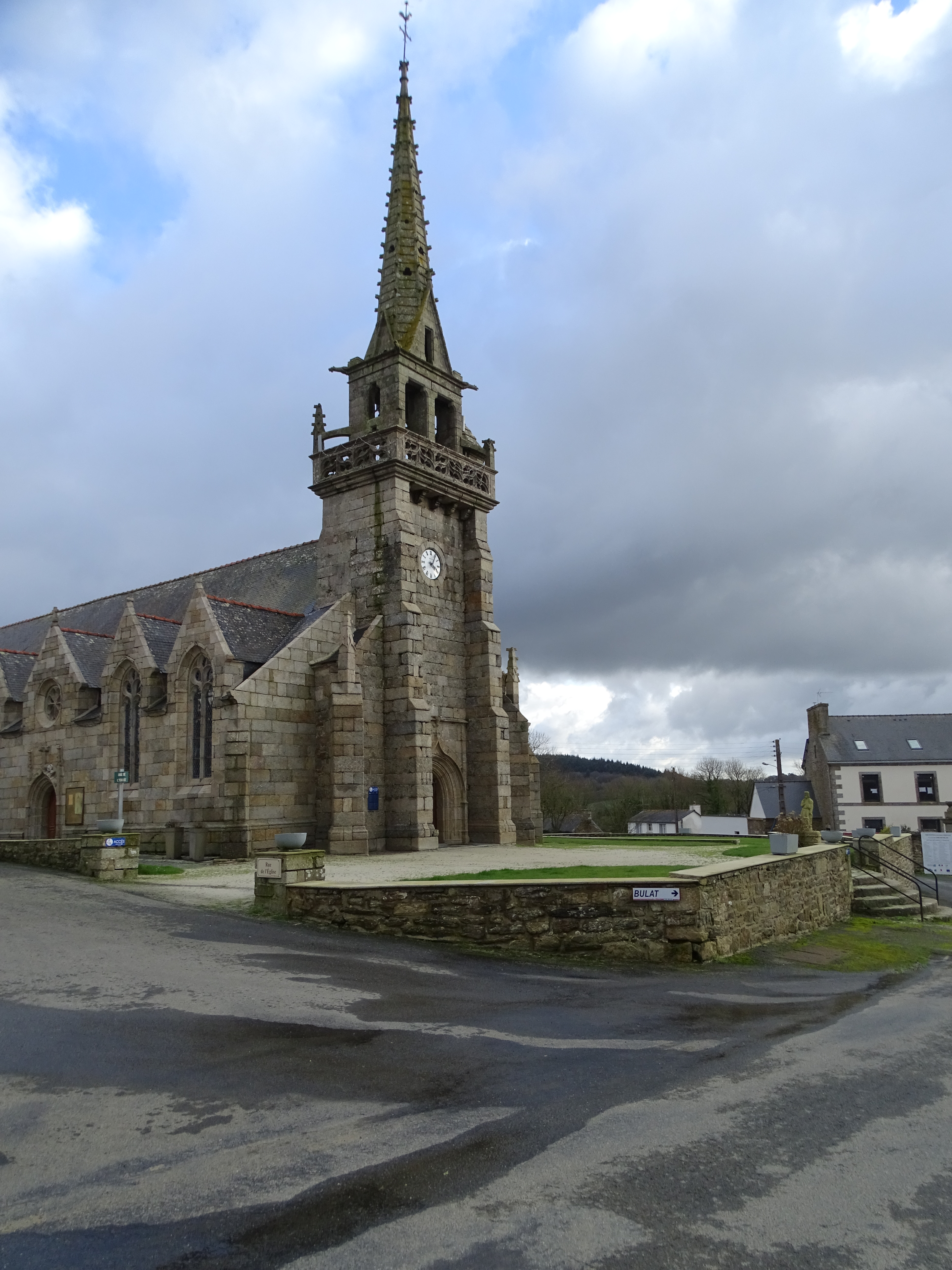
Kirche Saint-Jean-Baptiste

- Urgeschichtliches Hügelgrab in Brun Braz
- Pfarrkirche Saint-Jean-Baptiste mit Chor und Westteil aus dem 16. Jahrhundert
- Kapelle Saint-Jean-Baptiste im Weiler Christ aus dem 18. Jahrhundert
- Calvaire Croaz Ru in Guerduel, vermutlich aus dem 17. Jahrhundert
- Calvaire de la Croix-Rouge aus dem 16. Jahrhundert, seit 1964 als Monument historique eingeschrieben